# Трёхмерное многообразие

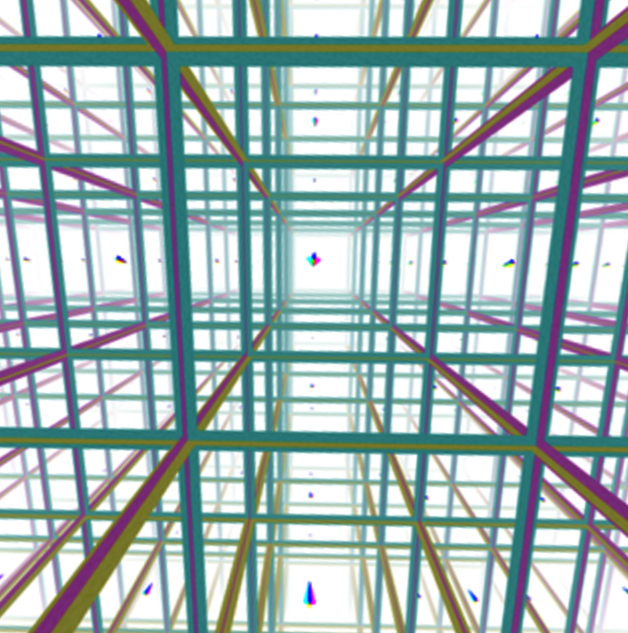
Изображение изнутри трёхмерного тора в кубической модели. Поскольку свет движется по замкнутым контурам, создаётся оптическая иллюзия того, что копии куба замещают трёхмерное евклидово пространство. Трёхмерный тор компактен и не имеет края.

Трёхмерное многообразие — топологическое пространство, локально устроенное как трёхмерное евклидово пространство {\displaystyle \mathbb {R} ^{3}}. Иными словами, многообразие размерности три. Является центральным понятием трёхмерной топологии.
Теория трёхмерных многообразий предоставляет математический аппарат для описания возможных форм Вселенной. Так, для достаточно малого наблюдателя все трёхмерные многообразия похожи на нашу Вселенную подобно тому, как для землян поверхность Земли похожа на плоскость.

## Определение
Топологическое пространство называется трёхмерным многообразием, если каждая его точка имеет окрестность, гомеоморфную открытому подмножеству трёхмерного евклидова полупространства {\displaystyle \mathbb {R} ^{2}\times \mathbb {R} _{\geq 0}}, а само оно хаусдорфово и имеет счётную базу.

### Связанные понятия
Точки многообразия делятся на два непересекающихся типа: внутренние и граничные. А именно, точки, имеющие окрестность, гомеоморфную открытому подмножеству трёхмерного пространства {\displaystyle \mathbb {R} ^{3}}, называются внутренними, а остальные — граничными. Множество всех внутренних точек многообразия называется его внутренностью, а дополнение внутренности, т. е. множество всех граничных точек, — краем многообразия.
Если край трёхмерного многообразия не пуст, то он является двумерным многообразием, край которого пуст.
Если край многообразия пуст, то говорят, что оно не имеет края или без края. Многообразие без края называется замкнутым, если оно компактно, и открытым — иначе.

## Примеры

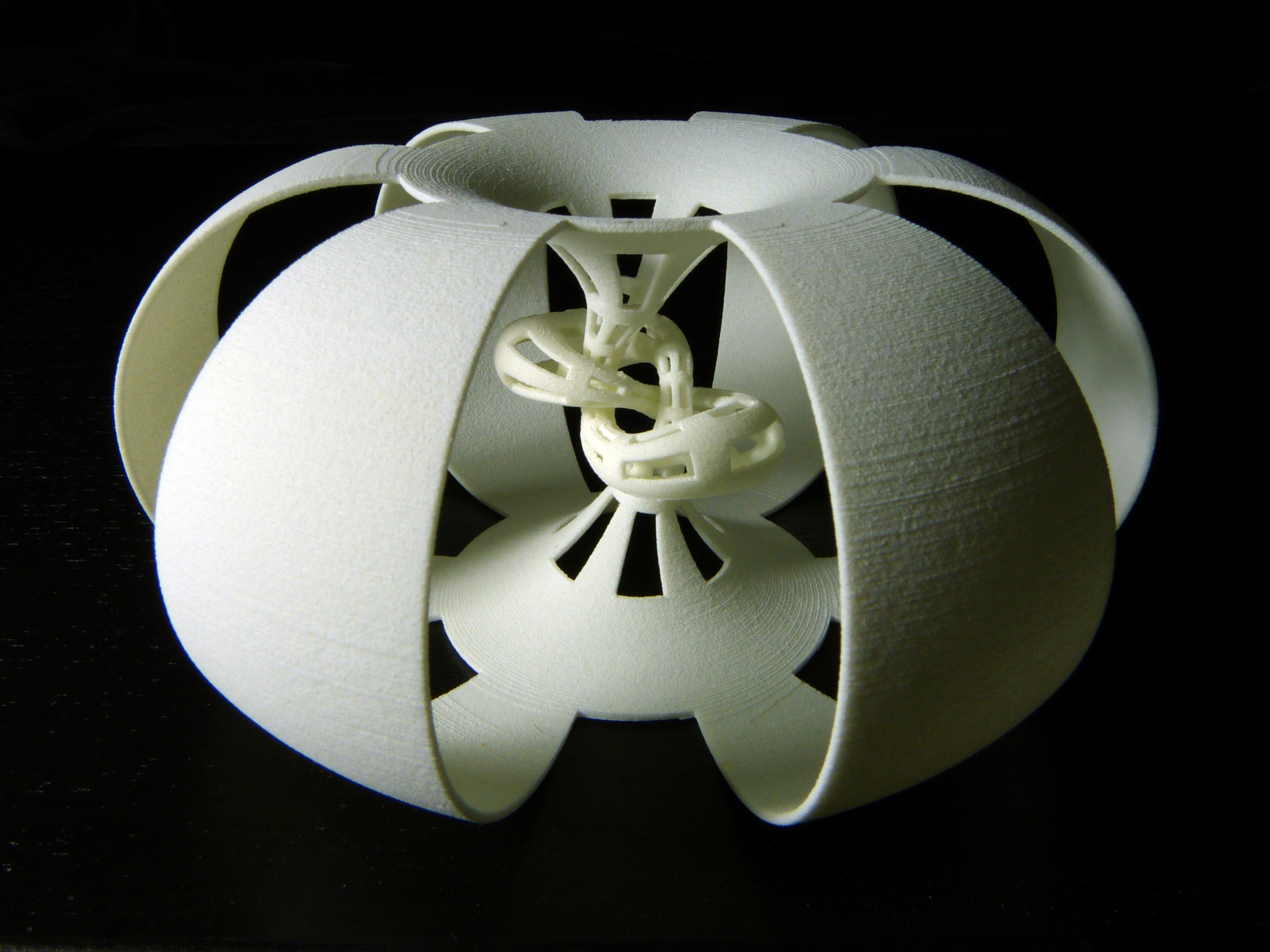
Поверхность, ограничивающая дополнение узла восьмёрка. Дырки проделаны для возможности рассмотреть заузленность.

Простейшие примеры трёхмерных многообразий являются подмножествами трёхмерного евклидова пространства {\displaystyle \mathbb {R} ^{3}}.
Прежде всего, само пространство {\displaystyle \mathbb {R} ^{3}}, представляющее собой обыкновенное трёхмерное вещественное векторное пространство, является некомпактным трёхмерным многообразием без края. То же самое можно заключить про любое его открытое подмножество.
Такие геометрические фигуры, как шар, полноторий и тела с ручками, являются компактными трёхмерными многообразиями, край которых гомеоморфен сферам с ручками.
Другой важной серией компактных трёхмерных многообразий являются пространства, получающиеся из шара таким вырезанием (открытого) заузленного цилиндра, чтобы край полученного многообразия был гомеоморфен тору. Например, если цилиндр является прямым, получится полноторий. В общем случае такие многообразия гомеоморфны дополнениям соответствующих узлов до трёхмерной сферы.
Аналогично рассматривают результаты удаления из шара открытых трубчатых окрестностей произвольных графов. Такие многообразия включают и дополнения узлов и зацеплений, и тела с ручками.
Ниже приведены некоторые основные замкнутые трёхмерные многообразия.

### Трёхмерная сфера

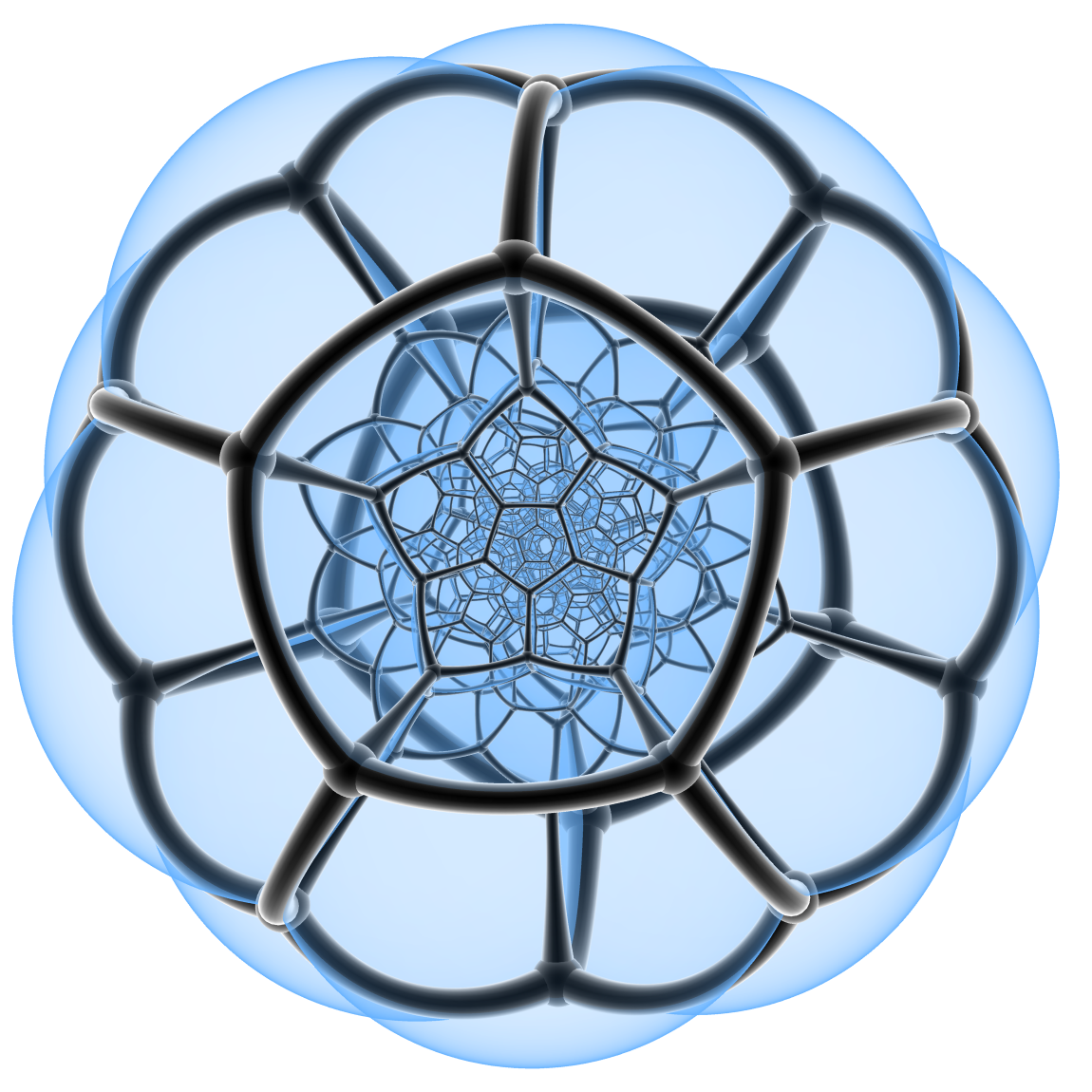
Триангуляция трёхмерной сферы, состоящая из додекаэдров.

Трёхмерная сфера {\displaystyle S^{3}} может быть определена как единичная сфера в пространстве {\displaystyle \mathbb {R} ^{4}}. Подобно тому, как двумерная сфера гомеоморфна результату стягивания в одну точку края двумерного шара, т. е. диска, трёхмерная сфера гомеоморфна результату стягивания в одну точку края трёхмерного шара. Или, что то же самое, гомеоморфна одноточечной компактификации трёхмерного евклидова пространства: {\displaystyle S^{3}\cong \mathbb {R} ^{3}\cup \{\infty \}}.
Как показано на рисунке, такое описание позволяет в явном виде строить триангуляции трёхмерной сферы. Кроме того, данная модель позволяет наглядно описывать разбиения Хегора пространства {\displaystyle S^{3}}. А именно, стандартно вложенная в {\displaystyle \mathbb {R} ^{3}} сфера с ручками разделяет трёхмерную сферу на два тела с ручками. В частности, дополнение двумерной сферы до трёхмерной сферы гомеоморфно двум шарам.
Трёхмерная сфера гомеоморфна пространству {\displaystyle {\rm {Spin}}(3)}, а значит допускает групповую структуру, а точнее, структуру группы Ли.

### Вещественное проективное пространство

Три замкнутых маршрута по трёхмерному тору в кубической модели, которые порождают его фундаментальную группу.

Вещественное проективное пространство {\displaystyle \mathbb {R} {\rm {P}}^{3}} может быть определено как пространство прямых в {\displaystyle \mathbb {R} ^{4}}, проходящих через начало координат. Подобно тому, как вещественная проективная плоскость гомеоморфна результату отождествления пар противоположных точек края двумерного шара, т. е. диска, вещественное проективное пространство гомеоморфно результату отождествления пар противоположных точек края трёхмерного шара.
Пространство {\displaystyle \mathbb {R} {\rm {P}}^{3}} гомеоморфно пространству SO(3), а значит допускает групповую структуру, а точнее, структуру группы Ли. Кроме того, двулистное универсальное накрытие {\displaystyle S^{3}\to \mathbb {R} {\rm {P}}^{3}} является гомоморфизмом групп Ли.

### Трёхмерный тор
Трёхмерный тор является произведением трёх окружностей:
{\displaystyle \mathrm {T} ^{3}=S^{1}\times S^{1}\times S^{1}.}
Как показано на рисунке, он гомеоморфен результату отождествления (посредством параллельных переносов) противоположных сторон трёхмерного куба.
Как и в предыдущих примерах, данное трёхмерное многообразие является компактной группой Ли, гомеоморфной произведению трёх копий группы U(1). Универсальное накрытие {\displaystyle \mathbb {R} ^{3}\to \mathrm {T} ^{3}} является гомоморфизмом.

## Свойства
С помощью двойственности Пуанкаре и теоремы Гуревича получаются следующие выражения для групп гомологий и когомологий замкнутого связного трёхмерного многообразия {\displaystyle M} в терминах его фундаментальной группы {\displaystyle \pi =\pi _{1}(M)}:
{\displaystyle {\begin{aligned}H_{0}(M;\mathbb {Z} )&\cong H^{3}(M;\mathbb {Z} )\cong \mathbb {Z} ,\\H_{1}(M;\mathbb {Z} )&\cong H^{2}(M;\mathbb {Z} )\cong \pi /[\pi ,\pi ],\\H_{2}(M;\mathbb {Z} )&\cong H^{1}(M;\mathbb {Z} )\cong \mathrm {Hom} (\pi ,\mathbb {Z} )\cong \mathrm {Hom} (\pi /[\pi ,\pi ],\mathbb {Z} ),\\H_{3}(M;\mathbb {Z} )&\cong H^{0}(M;\mathbb {Z} )\cong \mathbb {Z} ,\end{aligned}}}
где {\displaystyle \pi /[\pi ,\pi ]} — абелианизация фундаментальной группы. Две средние группы также изоморфны, соответственно, её первым группам гомологий и когомологий:
{\displaystyle {\begin{aligned}H_{1}(\pi ;\mathbb {Z} )&\cong \pi /[\pi ,\pi ],\\H^{1}(\pi ;\mathbb {Z} )&\cong {\text{Hom}}(\pi ,\mathbb {Z} ).\end{aligned}}}
Данная информация позволяет установить гомотопическую классификацию замкнутых трёхмерных многообразий. Так, башня Постникова предоставляет каноническое отображение
{\displaystyle q:M\to B\pi }.
Вместе с группой {\displaystyle \pi } гомологический класс {\displaystyle q_{*}([M])\in H_{3}(B\pi )\cong H_{3}(\pi ,\mathbb {Z} )}, являющийся образом фундаментального класса {\displaystyle [M]\in H_{3}(M)}, предоставляет полное алгебраическое описание гомотопического типа замкнутого многообразия {\displaystyle M}.
Одной из важных топологических операций является связная сумма двух трехмерных многообразий: {\displaystyle M_{1}\#M_{2}}. Из общих теорем топологии следует, что для трехмерного многообразия с разложением в связную сумму {\displaystyle M=M_{1}\#\ldots \#M_{n}} большинство инвариантов могут быть вычислены из инвариантов многообразий {\displaystyle M_{i}}. В частности,
{\displaystyle {\begin{aligned}H_{1}(M)&=H_{1}(M_{1})\oplus \ldots \oplus H_{1}(M_{n}),\\H_{2}(M)&=H_{2}(M_{1})\oplus \ldots \oplus H_{2}(M_{n}),\\\pi _{1}(M)&=\pi _{1}(M_{1})*\ldots *\pi _{1}(M_{n}).\end{aligned}}}
Для трёхмерного многообразия, представленного в виде связной суммы своих простых слагаемых, существует хорошее описание второй гомотопической группы. В частном случае, когда каждая группа {\displaystyle \pi _{1}(M_{i})} бесконечна, но не циклическая, имеется изоморфизм {\displaystyle \mathbb {Z} [\pi ]}-модулей:
{\displaystyle \pi _{2}(M)\cong {\frac {\mathbb {Z} [\pi ]\{\sigma _{1},\ldots ,\sigma _{n}\}}{(\sigma _{1}+\ldots +\sigma _{n})}},}
где {\displaystyle \sigma _{i}:S^{2}\to M} — двумерные сферы в {\displaystyle M_{i}}, окружающие шары, по которым строится связная сумма.

## Некоторые классы трёхмерных многообразий
- Граф многообразия[англ.]
- Многообразия Хакена
- Гомологические сферы
- Гиперболические многообразия[англ.]
- Расслоения на отрезки[англ.]
- Дополнения узлов и зацеплений
- Линзовые пространства
- Расслоения Зейферта и расслоения на окружности
- Сферические многообразия[англ.]
- Расслоения над окружностью[англ.] и торические расслоения[англ.]